# Centrornis majori
Centrornis majori — викопний вид гусеподібних птахів родини качкових (Anatidae). Мешкав на Мадагаскарі. Існкував у пізньому плейстоцені, а відомі рештки мають вік 17 тис. років.

## Назва
Вид описав Чарльз Вільям Ендрюс у 1897 році на основі матеріалів із колекції Чарльза Іммануеля Форсайта Мейджора. Це був надзвичайно великий довгоногий напівгусак, якого Ендрюс не зміг віднести до жодного відомого роду. Він представив монотипний рід Centrornis і вшанував Мейджора у видовому епітеті.

## Вимирання
Припускається, що Centrornis majori вижив принаймні до 14-15 століття, але потім, ймовірно, зник через природне висихання острова та надмірне полювання малагасійським населенням.